# 카지타니 미유키
카지타니 미유키(梶谷美由紀, 1971년 10월 4일 ~）는 일본의 가수이다. 시마네현 오다시출신. 짱구는 못말려, 미소녀전사 세일러문등 일부에서는 Meu, Mew라는 이름으로 활동하고 있다. 결혼과 출산을 한 후, 현재는 표면적인 활동은 볼 수 없다.

## 음반 목록

### 싱글
1. 바라보고 싶어 (見つめていたい) 1995년 7월 1일 데뷔곡
2. "나답게" 살거에요(“らしく”いきましょ) 1995년 7월 21일 TV 애니메이션「미소녀전사 세일러문 SuperS」엔딩
3. 상처 받을 수도 없어 (傷つくこともできない) 1996년 4월 25일 TV 애니메이션「폭주형제 렛츠&고!!」 엔딩
4. 꿈꾸는 멜로디 (夢みるメロディー) 1996년 8월 25일 TV 애니메이션 「괴도 세인트 테일」엔딩
5. KISS THE SUNLIGHT 1996년 11월 25일
6. 절체절명 2/ 루즈가 되고 싶어 (絶体絶命２/ルージュになりたい) 1997년 3월 5일 양A면싱글 / TV 애니메이션「아기와 나」엔딩
7. Sunday Sunday 1997년 8월 25일
8. Maybe 1998년 7월 23일

### 앨범
1. 5me（1996년 4월 1일）미니 앨범
2. HEART&LIGHT（1996년 12월 2일）

### 그 외
1. ANIMAX（1997년 6월 11일）
2. LOVE On The BASS（1998년 9월 19일）1곡만 참가